# Motorola RAZR i
O Motorola RAZR i (Motorola XT890) é um smartphone que roda o sistema operacional Android. O aparelho foi apresentado no dia 18 de setembro de 2012 em uma conferência da Motorola que ocorreu em Londres. Ele possui um design bem similar ao Droid RAZR M, também da Motorola, tendo como grande diferencial o seu processador Intel Atom. O aparelho possui um Intel Atom Z2480 da série Medfield. É um processador single core, com clock de 2 GHz e que conta com a tecnologia Intel Hyper-Threading.

## Especificações e design
A estrutura do aparelho é um ponto de destaque. Assim como a maioria dos dispositivos da linha RAZR, ele possui sua parte traseira feita em fibra de Kevlar, um corpo feito em alumínio aeronáutico, tela com proteção Gorilla Glass e alguns detalhes feitos em plástico. Sua tela de 4,3" cobre quase toda a parte frontal justificando o slogan "Smartphone tela cheia". O display conta com a tecnologia Super AMOLED Advanced e resolução de 960X540 pixels.

## Câmera
A câmera foi um ponto de destaque no aparelho. O mesmo possui um botão lateral dedicado, que quando pressionado, abre a câmera em menos de um segundo e dispara até dez fotos nesse tempo. É uma câmera de 8 MP capaz de filmar em full HD à 30 FPS, com estabilização digital, autofoco, flash LED e HDR. Enquanto a câmera frontal é VGA com apenas 0,3 Mp.

## Conectividade
O aparelho possui conectividade NFC (Near Field Comunication), que é um sistema de troca de informações de maneira segura por proximidade, que por exemplo, pode substituir cartões como forma de pagamento. Também são presentes Bluetooth 4.0, GPS com A-GPS e USB 2.0. 